# Boarmia akiba
Boarmia akiba là một loài bướm đêm trong họ Geometridae.